# David J. Gower
David J. Gower – brytyjski zoolog i paleontolog zajmujący się taksonomią oraz fenotypową i genetyczną zmiennością kręgowców. 

## Życiorys
Zajmuje się w szczególności płazami i gadami. Do głównych tematów jego badań należą płazy beznogie (Gymnophiona), podziemne węże, zwłaszcza cylindrowcowate (Aniliidae), brodawkowcowate (Acrochordidae) i Scolecophidia, oraz triasowe archozaury. Opisał wiele gatunków współczesnych płazów beznogich, węży oraz mezozoicznych archozaurów, takich jak rauizuch Batrachotomus. Jest autorem kilkudziesięciu publikacji naukowych dotyczących różnych aspektów taksonomii, morfologii oraz ewolucji płazów i gadów.
Gower w 1990 roku uzyskał licencjat (B.Sc.) na wydziale zoologii Uniwersytetu w Reading, w 1995 doktoryzował się (Ph.D.) na wydziale geologii Uniwersytetu w Bristolu, a w 2010 na tym samym uniwersytecie uzyskał tytuł Sc.D. Od 2004 roku pracuje jako herpetolog w Muzeum Historii Naturalnej w Londynie. Od 2007 roku należy m.in. do Amphibian Specialist Group Międzynarodowej Unii Ochrony Przyrody i Jej Zasobów, a także do The Systematics Association. Jest również redaktorem artykułów o płazach beznogich i azjatyckich wężach w czasopiśmie naukowym „Zootaxa”.